# Садыгов, Гусейнага Алескер оглы
Гусейнага Алескер оглы Садыгов (Садыхов) (азерб. Hüseynağa Ələsgər oğlu Sadıqov; 21 марта 1914, Баку — 23 февраля 1983, Баку) — азербайджанский советский актёр театра и кино, артист Азербайджанского театра юного зрителя. Народный артист Азербайджанской ССР (1979).

## Биография

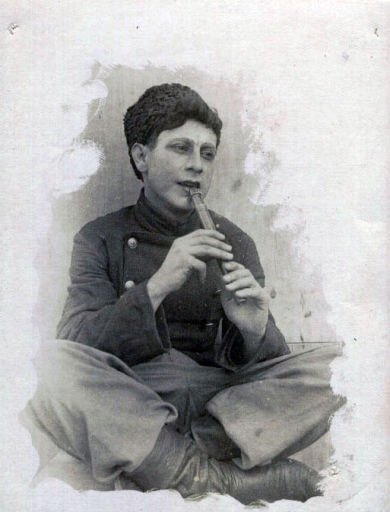
Садыгов в юности, играя на тутэке

Родился 21 марта 1914 года в Баку. С 1931 года играл в Азербайджанском государственном театре юного зрителя. 
Карьеру начал с образов Хоруз Баба и Пири Баба. Любимыми его ролями были Селим из спектакля «Анаджан», Труффальдино из «Слуги двух господ». За роль Мирпаши из «Комсомольской поэмы» отмечен Республиканской премией Ленинского комсомола.
Будучи на фронте во время Великой Отечественной войны, Гусейнага Садыгов во время передышек собирал солдат и устраивал различные спектакли. Был дважды тяжело ранен. Дошёл до Берлина и вернулся с фронта с орденом «Красная Звезда».Также награждён медалями «За отвагу», «За оборону Кавказа» и «За победу над Германией в Великой Отечественной войне 1941–1945 гг.».
На протяжении более 50 лет работал в Азербайджанском театре юного зрителя.
Снимался в таких фильмах, как «Жена моя, дети мои», «Яблоко как яблоко», «Хлеб поровну», «Волшебная лампа Аладдина», «Четыре воскресенья», «Волшебный халат». Всего сыграл в более чем 30 фильмах. Многие из его ролей были эпизодическими. В своё последнем фильме «Дедушка дедушки нашего дедушки» сыграл главную роль.
Скончался в Баку 23 февраля 1983 года.

## Фильмография
- 1962 — Телефонистка — рабочий
- 1964 — Волшебный халат — визирь
- 1965 — Непокорённый батальон — фельдфебель
- 1966 — Волшебная лампа Аладдина — великий визирь
- 1969 — Хлеб поровну — Паша Пашаевич
- 1970 — Семеро сыновей моих — Козёл (персонаж спектакля)
- 1972 — Счастья вам, девочки! — Гамбар
- 1973 — Попутный ветер — Аллахверди
- 1975 — Четыре воскресенья — Асад
- 1975 — Яблоко как яблоко — Надир
- 1977 — День рождения — отец Али
- 1978 — Жена моя, дети мои — награждающий
- 1981 — Дедушка дедушки нашего дедушки — Дедушка

## Награды
- Заслуженный артист Азербайджанской ССР (1 июля 1956)
- Народный артист Азербайджанской ССР (9 февраля 1979)
- Почётная грамота Президиума Верховного Совета Азербайджанской ССР (18 мая 1972)[5]